# Forte dei Marmi
Forte dei Marmi – miejscowość i gmina we Włoszech, w regionie Toskania, w prowincji Lukka.
Według danych na rok 2004 gminę zamieszkiwało 8280 osób, 920 os./km².

## Współpraca
Miejscowość partnerska:
- Etterbeek, Belgia